# Siedem mórz, siedem lądów
„Siedem mórz, siedem lądów” – singel Edyty Bartosiewicz z płyty Wodospady.

## Lista utworów
Opracowano na podstawie materiału źródłowego.
1. „Siedem mórz, siedem lądów” (muz., sł. E. Bartosiewicz) 5:04